# Łazy Brzyńskie
Łazy Brzyńskie (dawn. Łazy ad Brzyna) – wieś w Polsce, położona w województwie małopolskim, w powiecie nowosądeckim, w gminie Łącko, nad Dunajcem.
W latach 1975–1998 wieś administracyjnie należała do województwa nowosądeckiego.

## Integralne części wsi
| przysiółki | Bielaki, Biele, Bieryty, Chwosty, Do Kikliców, Do Kozieńskich, Do Lizonki, Krupy, Kulówka, Lizonie, Masiowa, Niżne Łazy, Pierzchały, Podlipowy Działek, Polanka, Rządek, Ukosówka, Zawodzie |
| części wsi | Kabatki, Sopatowiec |

## Demografia
Ludność według spisów powszechnych (w 2009 według PESEL).
|  | Brzyna z Łazami Brzyńskimi |  | Brzyna |  | Łazy Brzyńskie |

| Rok    | 1900 | 1921 | 1931 | 2002 |
| Liczba | 138  | 182  | 197  | 181  |

| Zwierzęta | Konie | Bydło | Owce | Świnie |
| Liczba    | 41    | 665   | 466  | 209    |